# Кубано-Новороссийская операция
Кубано-Новороссийская операция (3—27 марта 1920) — наступление сил Красной армии против остатков Добровольческой, Донской и Кубанской армий Белого движения во время Гражданской войны. Третий и заключительный этап Северо-Кавказской наступательной операции РККА.
Целью операции являлась окончательная ликвидация частей ВСЮР на Кубани и Северном Кавказе.

## Предыстория
По итогам Харьковской наступательной операции войскам 8-й, 13-й, 14-й и 1-й конной армий РККА удалось соединиться с войсками повстанческой армии Махно, что повлекло за собой разделение подконтрольных белым территорий на две половины. Первая включала в себя земли Киевской области, Правобережной Украины и Таврии; вторая — земли Донского и Кубанского казачьих войск, а также территорию Северного Кавказа. Проведенная зимой 1919-1920 гг. Ростово-Новочеркасская операция позволила Красной армии вытеснить противника за реку Дон, а также выполнить план по захвату важнейших населенных пунктов одноименной области: Ростова и Новочеркасска. В свою очередь белогвардейцам удалось занять укрепленные рубежи у Дона и Маныча, что усложнило дальнейшее продвижение большевиков.
Осознавая истощенность белых формирований, Реввоенсовет издал постановление от 16 января 1920 года, согласно которому Юго-восточный фронт переименовывался в Кавказский. На следующий день подчиненные фронту формирования начали трехэтапное наступление с целью занятия контролируемых армией Деникина земель юга России. Первый этап увенчался лишь ограниченными успехами РККА в форсировании Дона в районе села Батайского при несоответствующих потерях. Впоследствии войска ВСЮР выбили Красную армию с захваченного ими плацдарма и заняли оборонительные рубежи на линии Ростов-Новочеркасск. За фактический провал операции комфронта В. И. Шорин был снят с должности. 4 февраля командующим был назначен Михаил Тухачевский, которому предписывалось сокрушить кавказскую группировку Деникина до полной эскалации войны с Польшей.
14 февраля Тухачевский начал второй этап наступления с целью предотвращения контрнаступления сил Добровольческого корпуса на Ростов. По итогу РККА удалось форсировать Маныч, однако Белой армии был нанесен серьезный ущерб в Егорлыкском сражении, по итогам которого была сокрушена конная группа Павлова, являвшаяся основной ударной силой Донской армии.

## Расстановка сил
- Кавказский фронт (командующий — М. Н. Тухачевский):
  - 8-я армия (командующий — Г. Я. Сокольников):
    - 9-я стрелковая дивизия (командующий — Н. В. Куйбышев)
    - 15-я стрелковая дивизия (командующий — А. И. Седякин)
    - 16-я стрелковая дивизия (командующий — С. П. Медведовский)
    - 40-я стрелковая дивизия (командующий — П. С. Грживо-Домбровский)
    - 16-я кавалерийская дивизия (командующий — Д. И. Рябышев)

  - 9-я армия (командующий — И. П. Уборевич): 
    - 14-я стрелковая дивизия (командующий — Н. П. Захаров)
    - 22-я стрелковая дивизия (командующий — С. П. Захаров)
    - 23-я стрелковая дивизия
    - 33-я стрелковая дивизия
    - Конно-сводный корпус
    - 15-я разведывательный авиаотряд (командующий — К. А. Рудзит)

  - 10-я армия (командующий — А. В. Павлов):
    - 20-я Пензенская стрелковая дивизия (командующий — Майстрах Б. В.)
    - 28-я стрелковая дивизия (командующий — Г. Ф. Мазуров)
    - 32-я стрелковая дивизия
    - 34-я стрелковая дивизия

  - 1-я Конная армия (командующий — С. М. Будённый):
    - 2-й Конный корпус
    - 20-я стрелковая дивизия
    - 50-я стрелковая дивизия

  - 2-й Кавказский кавалерийский корпус (командующий — Г. Д. Гай)

- ВСЮР (командующий — генерал-лейтенант А. И. Деникин):
  - Отдельный Добровольческий корпус (командующий — генерал-лейтенант А. П. Кутепов):
    - Корниловская дивизия (командующий — полковник Н. В. Скоблин)
    - Марковская дивизия (командующий — полковник А. Н. Блейш)
    - Дроздовская дивизия  (командующий — генерал-майор В. К. Витковский)
    - 1-я кавалерийская дивизия
    - 2-я конная дивизия
    - 2 артиллерийских дивизиона

  - Донская армия (командующий — генерал-лейтенант В. И. Сидорин):
    - 1-й Донской отдельный корпус (командующий — генерал-майор Н. Н. Алексеев):
      - 6-я Донская Сводная дивизия (командующий — генерал-майор И. П. Донсков)
      - 14-я конная бригада (командующий — генерал-майор А. В. Голубинцев)

    - 2-й Донской отдельный корпус (командующий — генерал-майор П. И. Коновалов):
      - Сводно-партизанская дивизия (командующий — полковник П. К. Ясевич)
      - 7-я Донская дивизия (командующий — полковник О. И. Савватеев)
      - 4-я конная дивизия (командующий — генерал-майор Н. П. Калинин)
      - 15-я конная бригада
      - Донской партизанский полк Чернецова
      - Донской пеший генерала Семилетова полк
      - Богучарский пеший полк
      - 40-й Донской конный полк (командующий — полковник Ф. Н. Малюгин)

    - 3-й Донской отдельный корпус (командующий — генерал-лейтенант Гусельщиков А. К.):
      - 1-я Донская конная дивизия (командующий — генерал-лейтенант Абрамов Ф. Ф.)
      - 2-я Донская конная дивизия (командующий — полковник Бабкин А. А.)
      - 3-я Донская дивизия (командующий — генерал-майор М. А. Безмолитвенный)
      - 8-я Донская дивизия (командующий — генерал-майор И. Н. Коноводов)
      - Тульская пешая бригада (командующий — полковник Н. А. Коренев)
      - Запасная бригада (командующий — полковник М. В. Шляхтин)
      - 3-я артиллерийская бригада
      - 3-й обозный батальон

    - 4-й Донской отдельный корпус (командующий — генерал-лейтенант Т. М. Стариков):
      - 9-я конная дивизия (командующий — генерал-лейтенант А. С. Секретев)
      - 12-я конная бригада (командующий — полковник З. С. Алпатов)
      - 10-я конная дивизия (командующий — генерал-майор А. П. Попов)
      - Запасная бригада (командующий — генерал-майор И. Т. Жидков)

  - Кубанская армия (командующий —  генерал-лейтенант С. Г. Улагай):
    - 1-й Сводно-Кубанский корпус (командующий — генерал-лейтенант П. К. Писарев):
      - 1-я Кубанская казачья дивизия
      - 3-я Кубанская казачья дивизия (командующий — полковник Н. П. Золотаренко)

    - 2-й Сводно-Кубанский корпус (командующий — генерал-майор В. Г. Науменко):
      - 2-я Кубанская казачья дивизия (командующий — генерал-майор М. А. Фостиков)
      - 4-я Кубанская казачья дивизия

    - 3-й Сводно-Кубанский корпус (командующий — генерал-лейтенант С. М. Топорков):
      - Астраханская казачья дивизия (командующий — генерал-майор А. П. Колосовский)
      - Горская(Терская) казачья дивизия (командующий — полковник А. Б. Котиев)